# Dolga pritezalka
Dolga pritezalka (latinsko musculus adductor longus) je mišica stegna. Izvira iz sprednje strani zgornje veje sramnice in se narašča na medialni del nazobčanega roba telesa stegnenice, posteriorno od izvora stegenske preme mišice.
Dolga pritezalka primika, zunanje rotira in krči kolčni sklep.
Oživčuje jo sprednja veja živca obturatorius (L2 in L3).